# ダラス・ジャッカルズ
ダラス・ジャッカルズ(Dallas Jackals)は、アメリカ合衆国・テキサス州アーリントンに本拠地を置くラグビーユニオンクラブである。スタジアムはグローブライフ・パーク・イン・アーリントン。

## 歴史
2020年、創設。
2022年シーズンからメジャーリーグラグビーに加入。

## 主な在籍選手
- アドリアン・ボーイセン (ナミビア代表)

## 歴代所属選手
- ウィアン・コンラディ
- ティム・オマリー
- アウグスト・ベーメ (チリ代表)